# ズィヤード朝
ズィヤード朝（Ziyadid アラビア語: الزياديون ）は、ザビードを首都として819年から1018年までイエメン西部を統治したイスラム王朝。西暦630年頃にイスラム教が広まった後、イエメン低地に栄えた最初の王朝だった。

## 王朝の成立
ムハンマド・イブン・ズィヤード（Muhammad ibn Ziyad）は、ヤズィード・イブン＝スフヤーン（ウマイヤ朝の初代カリフ、ムアーウィヤの兄にあたる）の子孫だった。814年に彼はその血筋のために拘束され、アッバース朝カリフ・マアムーンのもとに連行されたが、結局、助命された。監視下には置かれ、カリフに仕える大臣のアル・ファドル・イブン・サールの弟子になった。
3年後、イエメン太守からの報告がバグダッドに到着した。それは、アシュアリー派とアック部族による攻撃を受けていると訴えていた。ファドルは、マアムーンに対して、敵対的な部族を抑えるために、有能なムハンマド・イブン・ズィヤードをティハーマ地方に送るように進言した。イブラヒム・アル・ジャザールと呼ばれる指導者に従うアリー派が、イエメンをアッバース朝の支配から切り離そうとしていたため、状況は深刻だった。ムハンマド・イブン・ズィヤードは、アリー派の宿敵の血筋であり、その任務にふさわしい存在だった。ハッジを行った後、ムハンマドはホラーサーン族の兵士からなる軍をともなって南下してイエメンに進軍し、818年にそこに到着した。彼は現地の部族と数々の戦いを経て、翌年にはティハーマ低地を支配した。

## 地理的拡大と経済基盤
勝利の後、ムハンマドは、マアムーンによってイエメンのアミールに任命され、アリーの子孫に従うシーア派の影響力を押さえ込む任を与えられた。ムハンマドは彼の首都として新しい都市ザビードを建設した。それは円形に作られ、紅海とイエメン西部の山岳地帯との中間に位置していた。
彼は、アッバース朝を君主と仰ぎながら、ハドラマウト地方とイエメン高地の一部に影響力を拡大することができた 。
歴史家ウマラ（Umara）はハドラマウト、Diyar Kindah、シフル 、 ミルバト（オマーン）、 アビヤン、 ラヒジュ 、アデン、北の海岸沿い(現フダイダ県）のハリ（Al Hali）などのほか、ヤナード（現タイズ）、 アル・マアフィール（Al-Ma'afir）、ジャファール（Ja'far） 、 サナア 、サアダ、ナジュラーン 、および高地のベイハンなどのように彼の支配地を列挙している 。
しかし、記録はやや曖昧であり、歴史家のアル・ハンダニ（al-Hamdani）は、別の部族であるシュラー族（Banu Shurah）が9世紀の一時期、ティハマを支配してザビードを建てたと主張している。別の記録では、サヌアは実際には847年までアッバース朝の太守によって統治され続けたようである。
ズィヤード朝の領域の経済構造についてはほとんど知られていない。歴史家のウマラは、王朝が繁栄する国際貿易によって支えられたと書いている。統治者はインドから来る船から関税を得た。東からは麝香、樟脳、龍涎香、白檀、磁器などの高級品が運ばれた。アフリカからは、ダフラク諸島を経由してエチオピア人とヌビア人の奴隷がやって来た。ウマラはまた、バブ・エル・マンデブ海峡と南海岸での龍涎香の採集と真珠採取に対する税についても言及している

## 独立
その間、アラビアでのアッバース朝の支配は衰退していた。866年のカリフ・ムスタイーンの殺害の後、ズィヤード朝の2代目の支配者であるイブラーヒーム・イブン・ムハンマドは、彼自身のために徴税を行い、王の徴を採用した。それにもかかわらず、彼はフトバについてはアッバース朝の名を使い続けた。
ズィヤード朝の権力は低地に集中する傾向があり、高地のアッバース朝の太守は本拠地イラクからの支援を欠いていたため、他の王朝が生まれた。ユーフィル朝（Yu'firids）は847年にサナアに独立勢力を確立した。彼らはズィヤード朝の支配者に対して、貨幣の刻印や金曜礼拝でその名を用いる代償に、ユーフィル朝の領域支配を容認するように強要した。
シーア派の一派ザイド派のイマーム、Al-Hadi ila'l-Haqq Yahyaは897年に北部高地における権力基盤を確立した。それは1962年まで続くイエメンのイマーム（Imams of Yemen）の始まりだった。さらに、9世紀後半から10世紀初頭にかけて、ファーティマ朝のイマーム（その子孫は後にエジプトのカリフになる）に従うイスマーイール派によって大きな動揺が見られた。ザビード市は、904年にイスマーイール派の分派であるカルマト派によって略奪された。
アブール・ジェイシュ・イシャク（在 904年-981年）の長い治世下で、ズィヤード朝は一時的に復興した。しかし、アブール・ジェイシュが老いると、外縁部はズィヤード朝の支配から離れ始めた。彼の治世の終わりまで、アデンとアッシュ-シャルジャの間の地域は彼の支配下にとどまった 。治世末期の976年でも王室の収入は100万金ディナールに達した。

## ズィヤード朝の衰退
ユーフィル朝は989年に再び攻撃し、ザビードを炎上させた。しかし、マムルークのアル・フサイン・ビン・サラマは、王国を完全な崩壊から救うことに成功した。彼は山岳民族を打ち負かし、ズィヤード朝の領域をかつての境界線まで戻した。アル・フサインは、井戸や運河を掘り、王国全体に道路を建設した、正義で意欲的な摂政として記憶された。彼は1012年に平和的に死ぬまで統治した。裏を返すと、981年以降、ズィヤード朝の君主が実質の権力を失った一方で、マムルーク達が真の権力を握っていたため、政治的混乱を引き起こした。アル・フサインの死後、彼の奴隷である宦官のマルジャンはワズィールとして権力を握った。彼は時代の国の高官となるナフィスとナジャフと呼ばれる2人のエチオピア人奴隷を育てた。カマル・スレイマン・サリービー（Kamal Salibi）によれば、最後のズィヤード朝の支配者は1018年に殺害され、ナフィスに取って代わられた。ナフィスは王を名乗ったが、すぐにナジャフの挑戦を受けた。ナフィスとマルジャンを破ったナジャフは、1022年にナジャフ朝を創設した。

## ズィヤード朝の支配者一覧
1. ムハンマド・イブン・ズィヤード（818-859）
2. イブラヒム・イブン・ムハンマド（859-902）、息子
3. イブン・ズィヤード（902-904）、息子
4. アブール・ジェイシュ・イシャク・イブン・イブラヒム（904-981）、兄弟
5. アブダラまたはズィヤード・イブン・イシャク（981-1012頃）、息子
6. イブラヒムまたは 'アブッダラー（1012頃-1018年頃）、親族

## 関連書籍
- Stookey, Robert W., Yemen: The politics of Yemen Arab Republic (Boulder 1978).
- "Ziyadid Dynasty." Encyclopædia Britannica. 2006. Encyclopædia Britannica Online. 14 Apr. 2006 <http://search.eb.com/eb/article-9078412>.